# Heardov otok in McDonaldovi otoki
Heardov otok in McDonaldovi otoki (angleško Heard Island and the McDonald Islands) so skupina nenaseljenih otokov v Indijskem oceanu s položajem 53°6' južne zemljepisne širine in 72°31' vzhodne zemljepisne dolžine, približno na dveh tretjinah poti od Madagaskarja do Antarktike. Avstralija jih je leta 1947 prevzela od Združenega kraljestva. Merijo 412 km2.
Otok Heard je gol in hribovit, nad njem pa kraljuje ognjenik Mawson Peak (Mawsonov vrh), visok 2745 m, ki je del gorskega masiva Big Ben. Predstavlja najvišjo goro Avstralije. Otoki otočja McDonald so majhni in skalnati. 
Otoki so avstralsko ozemlje, ki ga upravlja Avstralski antarktični odsek (Australian Antarctic Division) avstralskega ministrstva za okolje in dediščino iz Canberre. Na njih živi veliko tjulnjev in ptic, zato so bili razglašeni za naravni rezervat. V glavnem jih obiskujejo raziskovalci.
Na otokih ni gospodarskih dejavnosti. Kljub temu imajo kodo države HM in vrhnjo internetno domeno .hm.

## Zgodovina
Heardov otok ni bil obiskan vse do leta 1833, ko ga je 25. novembra zagledal britanski lovec na tjulnje Peter Kemp, ki je plul na brigu Magnet od otoka Kerguelen na Antarktiko. Pred tem ga človeško oko najverjetneje ni uzrlo.
Kapitan ladje Oriental John Heard, ameriški kitolovec, ki je plul iz Bostona v Melbourne, je otok Heard zagledal 25. novembra leta 1853. En mesec zatem je poročal o svojem odkritju in otok imenoval po sebi. Po naključju je kapitan ladje Samarang, William McDonald, kmalu zatem, 4. januarja 1854, odkril McDonaldove otoke. 
Na otokih ni nihče pristal do marca 1855. Tedaj so lovci na tjulnje iz ladje Corinthian kapitana Erasmusa Darwina Rogersa stopili na kopno. V obdobju lova na tjulnje v letih 1855-1880 so številni ameriški lovci na otoku ostajali leto ali dlje in živeli v slabih pogojih v temačnih kočah. Do leta 1880 je bila večina tjulnjev že iztrebljenih, zato so lovci otok zapustili. 
Otoki so bili leta 1997 vključeni v Unescov seznam svetovne dediščine.